# Wiese mit Blumen unter Gewitterhimmel

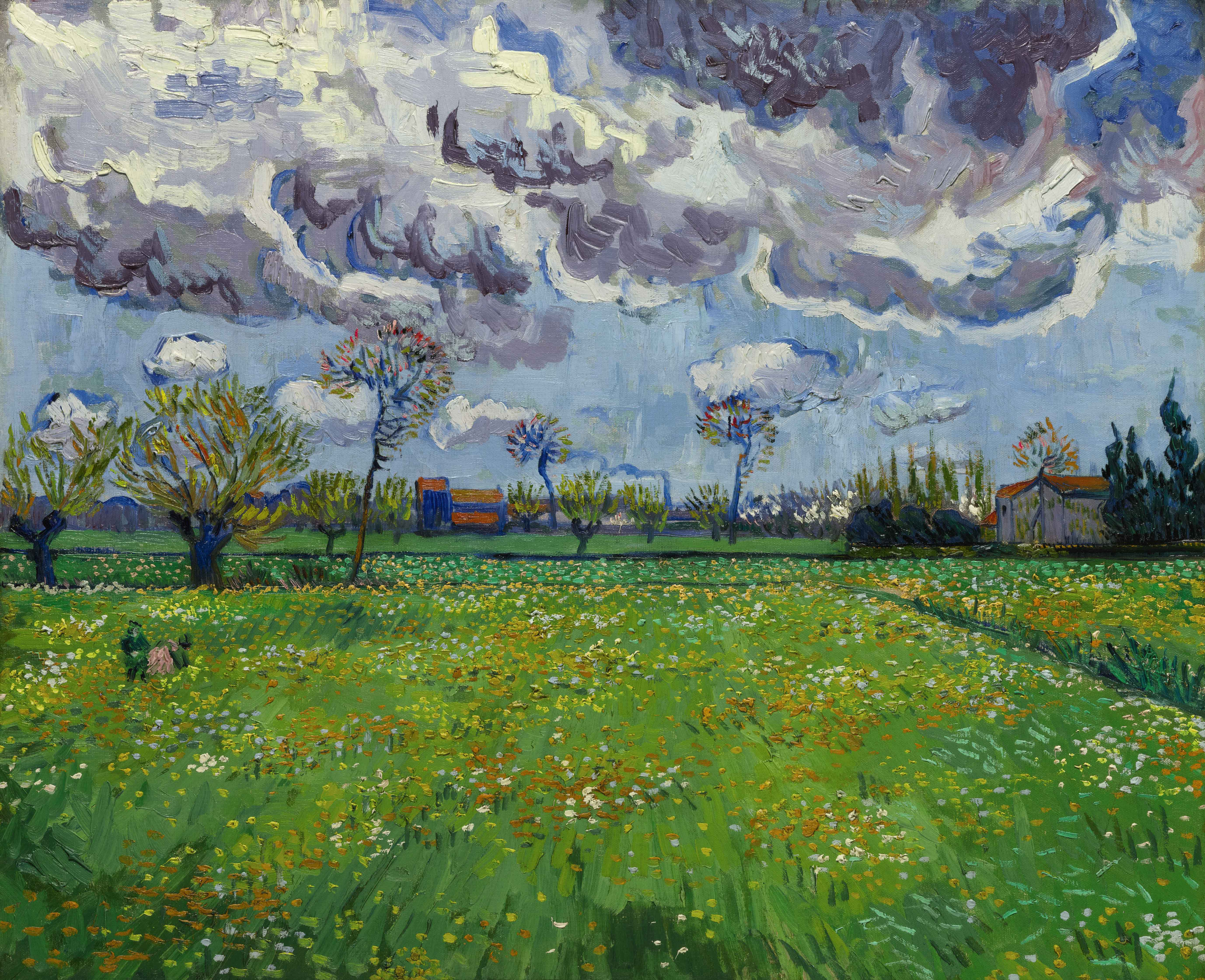
Wiese mit Blumen unter Gewitterhimmel
Vincent van Gogh, 1888 oder 1889
60 × 73 cm
Öl auf Leinwand
Privatsammlung

Wiese mit Blumen unter Gewitterhimmel (französisch Paysage sous un ciel mouvementé) ist ein Gemälde des niederländischen Malers Vincent van Gogh aus dem Jahr 1888 oder 1889. Das in Öl auf Leinwand gemalte Bild hat die Abmessungen 60 cm × 73 cm. Es gehört zu einer Reihe von Landschaftsbildern, die van Gogh während seines Aufenthaltes in der Provence malte. Das Gemälde befindet sich in einer Privatsammlung.

## Bildbeschreibung
Das Gemälde zeigt als Querformat eine provenzalische Landschaft in der Nähe von Arles. Etwa auf halber Höhe teilt die Horizontlinie das Bild in eine untere Bildhälfte mit einer Blumenwiese und eine obere Bildhälfte mit einem bewölkten Himmel. Bei der Wiese im unteren Teil hat van Gogh die Gräser mit langgezogenen Pinselstrichen in verschiedenen Grüntönen skizziert und eine Vielzahl von Blüten mit kleinen Farbtupfern in Weiß, Gelb, Orange und Hellblau dargestellt. Nahe dem linken Bildrand befinden sich zwei Personen in der Blumenwiese. Mit wenigen Pinselstrichen ist hier in grün-schwarzer Farbe ein stehender Mann und eine in Grün und Rosa gekleidete, sich bückenden Frau angedeutet. Möglicherweise pflückt die Frau gerade einige der Wiesenblumen. Hinter dem Paar stehen zwei Weidenbäume und ein schlank aufragender Baum mit roten Blüten. Weitere Bäume befinden sich entlang des Horizonts, am rechten Bildrand sind zudem Zypressen deutlich erkennbar. Darüber hinaus gibt es einzelne Bauwerke zu sehen. Am rechten Bildrand steht ein graues Gebäude mit rotem Dach, nahe der Bildmitte gibt es ein Gebäude mit blauen Wänden und roten Dächern, bei dem es sich um eine Kirche handeln könnte. Weiter ragt in weiter Entfernung ein Fabrikschornstein auf, aus dem seitlich nach links ziehender Qualm aufsteigt. Über dieser Landschaft ist der Himmel mit einer lebhaften Wolkenformation dargestellt. Während am Horizont ein hellblauer Himmel mit einzelnen weißen Wolken zu sehen ist, gibt es über der Wiese dichte Wolken, deren Farben von Weiß, hellem und dunklem Grau, Violett bis Blau reichen. Diese Wolkenformationen sind mit dickem Pinselstrich aufgetragen, wobei die Bewegung des Pinsels die Bewegung der Wolken unterstreicht.
Der deutsche Bildtitel spricht von einem „Gewitterhimmel“, der französische Bildtitel nennt den Himmel lediglich „mouvementé“ (stürmisch oder bewegt). Ganz sicher handelt es sich um eine Frühlingslandschaft, eine Jahreszeit, bei der Stürme nicht ungewöhnlich, Gewitter aber auch denkbar sind. Auf den Frühling deuten die Blüten der Wiese und das erste Grün der Bäume hin. Im Bild stehen sich die ruhigen Elemente der Frühlingslandschaft im unteren Teil dem lebhaften Geschehen am Himmel gegenüber. Möglicherweise handelt es sich bei diesem Gemälde nicht nur um das Abbild einer Landschaft, sondern um van Goghs Ausdruck seiner Gefühlswelt. Das Bild ist nicht signiert oder datiert.

## Landschaftsbilder aus der Provence
Das Gemälde Wiese mit Blumen unter Gewitterhimmel entstand während van Goghs Aufenthalt in Arles, der von Februar 1888 bis Mai 1889 andauerte. Kunsthistoriker sind sich nicht einig, ob das Bild kurz nach seiner Ankunft im Frühjahr 1888 oder erst im Folgejahr kurz vor der Abreise entstanden ist. Je nach zeitlicher Zuordnung gibt es entsprechend unterschiedliche Interpretationen des Bildes.
Bevor van Gogh nach Arles kam, hatte er zwei Jahre in Paris gelebt. Müde vom Leben in der Großstadt, suchte er in ländlicher Umgebung Erholung und erhoffte sich ein mildes Klima und die Farben und das Licht des Südens. Als er am 20. Februar 1888 in Arles ankam, lag die die Stadt jedoch unter einer 60 cm hohen Schneedecke. Erst im März begannen das Klima wärmer zu werden. Möglich ist, dass das Bild Wiese mit Blumen unter Gewitterhimmel genau zu dieser Zeit entstanden ist. Die Frühjahrsblumen im Bildvordergrund können hierbei ein Sinnbild des Aufbruchs sein, das Gewitter oder der Sturm für Veränderung stehen.
Schon bald entstand eine Bilderreihe mit blühenden Obstbäumen. In einen Brief an seinen Bruder Theo in Paris schrieb er: „Eine kleine Stadt, mitten in Wiesen voll gelber und violetter Blumen - weißt Du, das wäre geradezu ein japanischer Traum“. Aber nicht nur japanische Kunst inspirierte ihn in Arles, er bezog sich zudem auf niederländische Maler wie Jacob Isaacksz. van Ruisdael, an dessen Landschaftsbilder er sich erinnert fühlte. Van Goghs Palette wurde in Arles insgesamt farbintensiver. Er widmete sich der Darstellung des einfachen Landlebens, Motive, die er bereits zuvor in den Niederlanden gemalt hatte. Die in Wiese mit Blumen unter Gewitterhimmel zu sehenden Bauern vor der Stadtsilhouette von Arles erscheinen wiederholt in van Goghs Arbeiten und auch das Detail eines rauchenden Fabrikschornsteins taucht mehrfach in van Goghs Bildern aus Arles auf.
Im Spätsommer 1888 widmete sich van Gogh der Darstellung von Weizenfeldern und zeigt Erntemotive. Zu dieser Reihe gehört das Gemälde Weizenfeld mit Korngaben (Honolulu Museum of Art, Honolulu), bei dem ebenfalls ein bewegter Wolkenhimmel über einer Landschaft zu sehen ist. Im September des Jahres bezog van Gogh in Arles das so genannte Gelbe Haus, das ein Künstleratelier des Südens – eine Art Künstlerkolonie – werden sollte. Ende Oktober 1888 kam aus Paris der Malerkollege Paul Gauguin, um gemeinsam mit van Gogh zu arbeiten und zu leben. Das von Beginn an schwierige Verhältnis eskalierte am 23. Dezember mit einem heftigen Zerwürfnis. Gauguin reiste umgehend ab und van Gogh kam in das Krankenhaus von Arles, im April 1889 ging er in die Nervenheilanstalt in Saint-Rémy-de-Provence.
Eine dauerhafte Rückkehr nach Arles war van Gogh unmöglich, da er sich dort den Anfeindungen der Bürger ausgesetzt sah, die ihn für verrückt hielten. Einige Autoren nehmen an, das Gemälde Wiese mit Blumen unter Gewitterhimmel sei in der ersten Hälfte des April 1889 entstanden, bevor sich van Gogh nach Saint-Rémy begab. Das Bild kann als Spiegel von van Goghs Gemütszustand zu dieser Zeit gesehen werden, einer melancholischen Stimmung zwischen Zuversicht und Zukunftsangst. Noch in Arles malte er das Bild Blühender Obstgarten mit Blick auf Arles (Neue Pinakothek, München), bei dem wie in Wiese mit Blumen unter Gewitterhimmel die Weiden ihr erstes Grün zeigen und ebenfalls eine Person in der Landschaft skizziert ist. Weitere Gemälde mit sehr bewegter Wolkenformationen über einer Landschaft, beispielsweise Berglandschaft hinter dem Hospital Saint-Paul (Ny Carlsberg Glyptotek, Kopenhagen) und Weizenfeld mit Zypressen (National Gallery, London), schuf van Gogh im Sommer 1889 in Saint-Rémy.

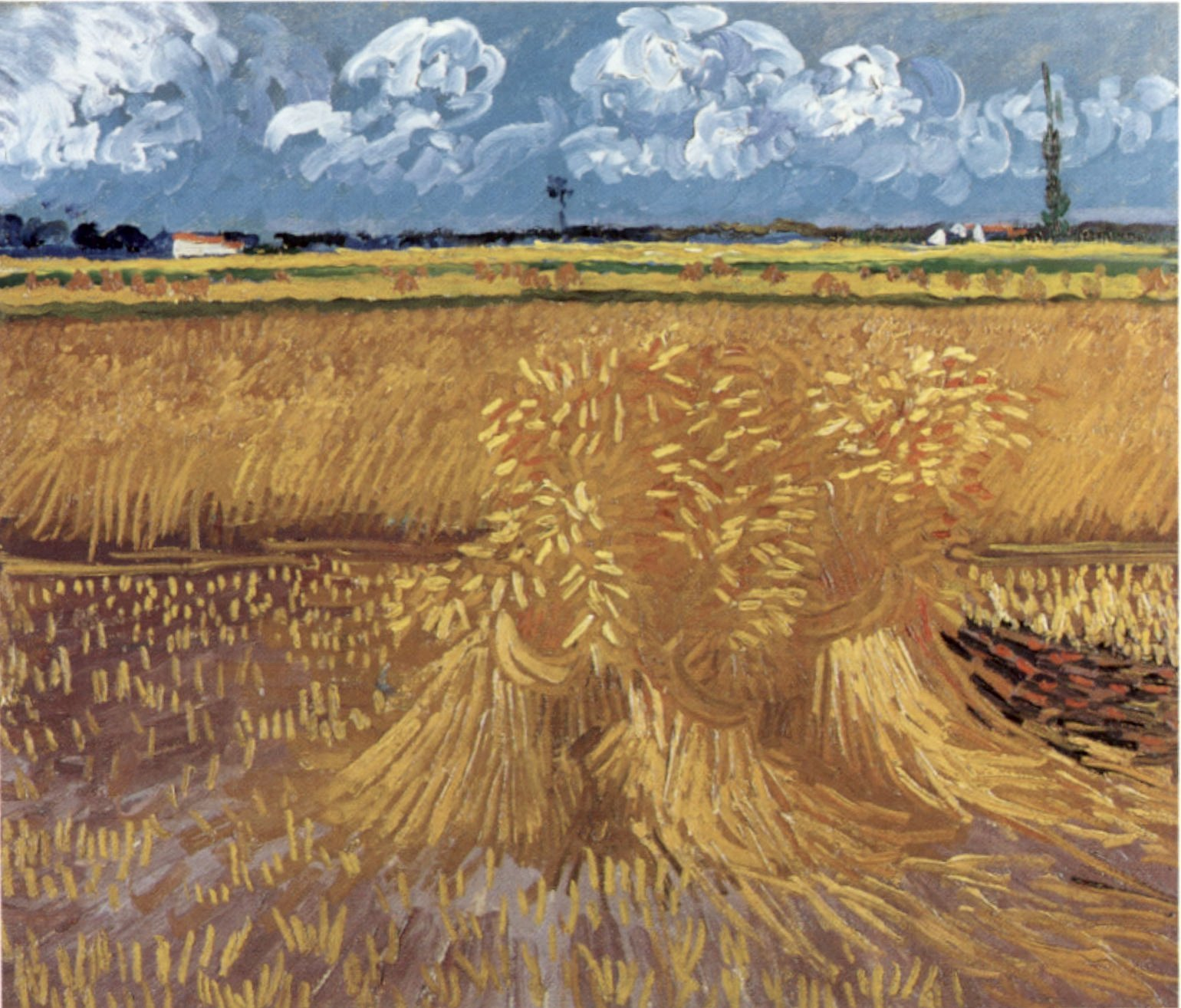
Vincent van Gogh: Weizenfeld mit Korngaben Juni 1888
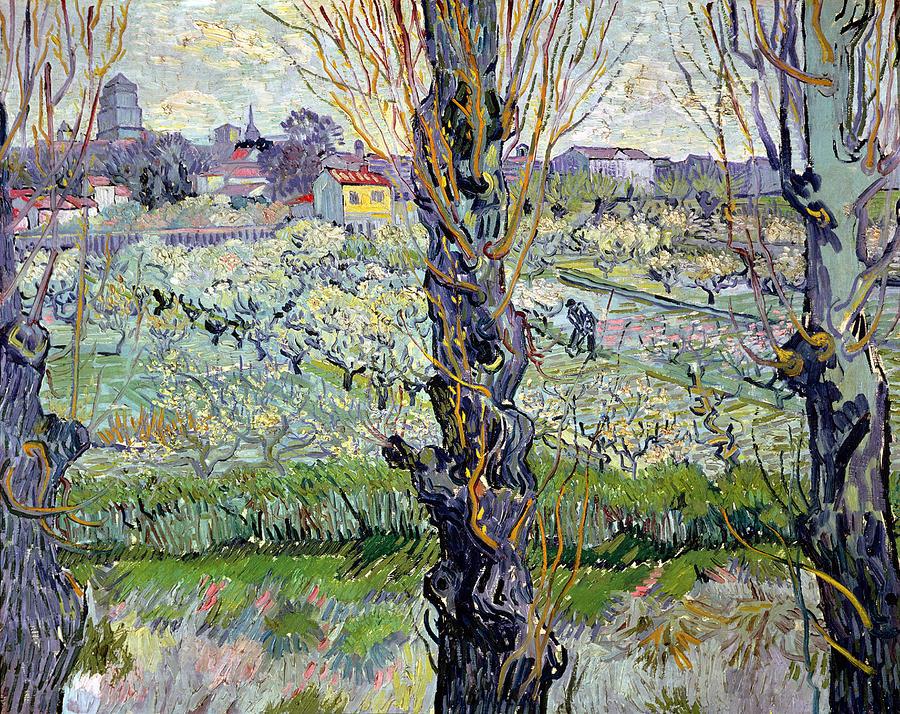
Vincent van Gogh: Blühender Obstgarten mit Blick auf Arles April 1889
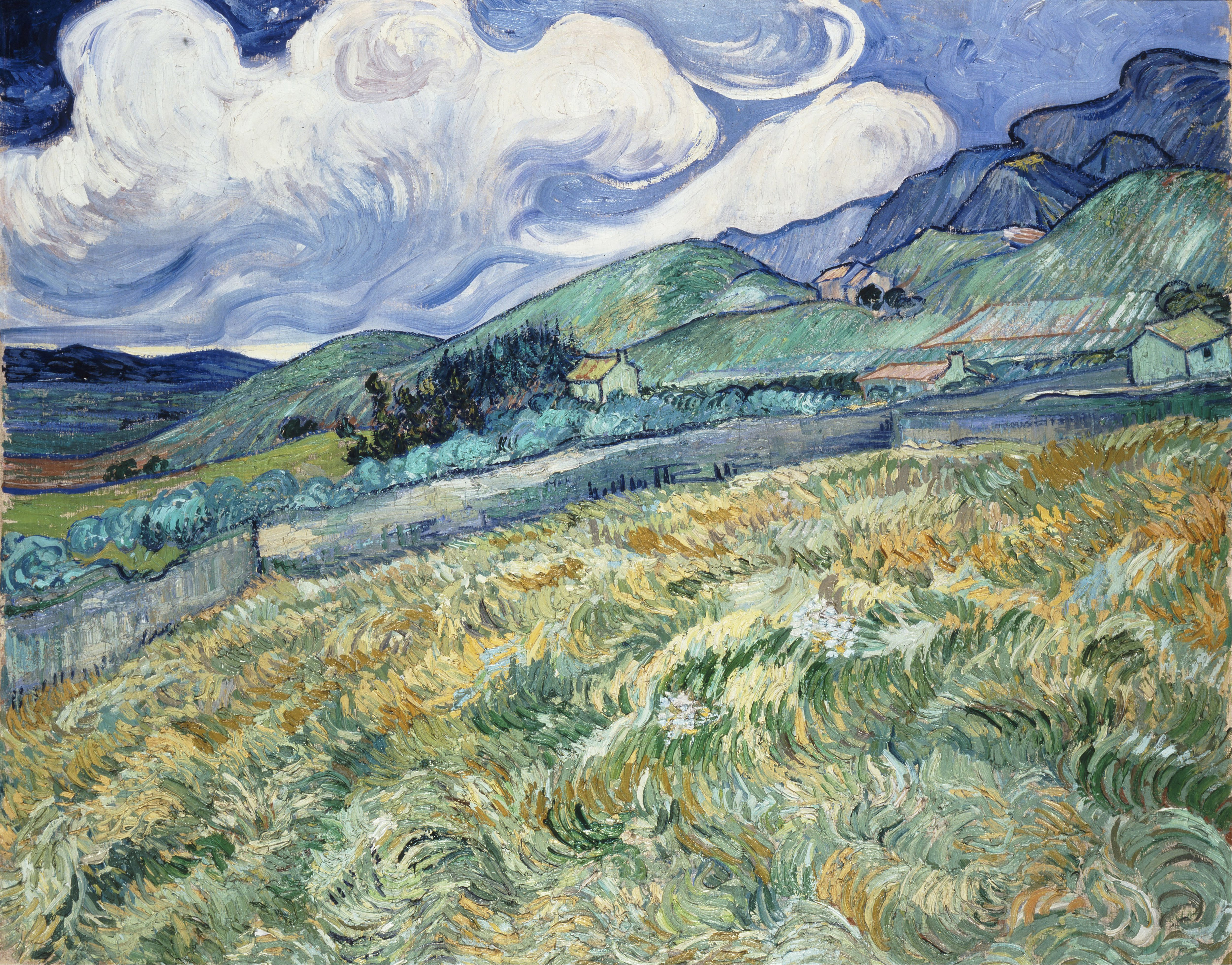
Vincent van Gogh: Berglandschaft hinter dem Hospital Saint-Paul Juni 1889
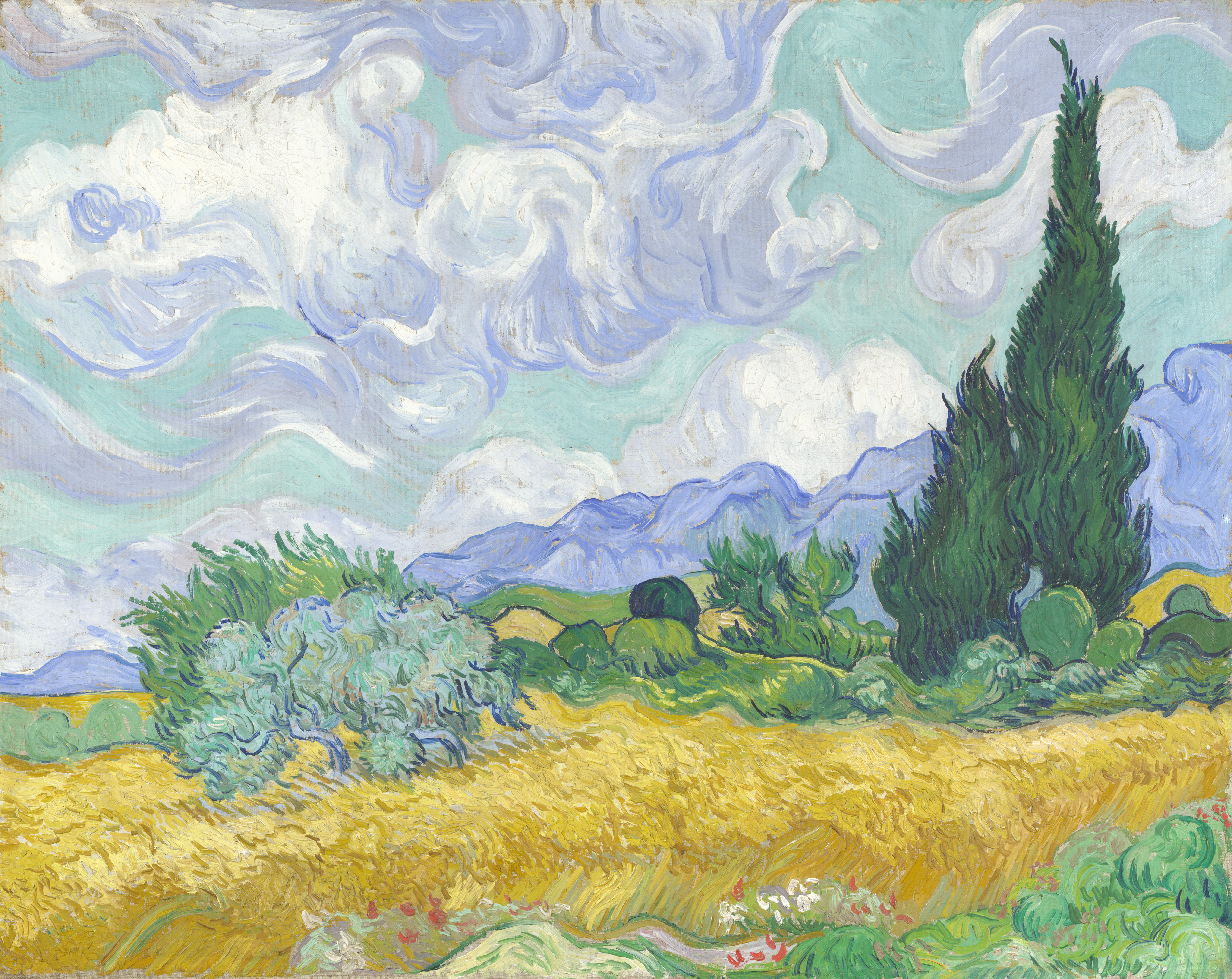
Vincent van Gogh: Weizenfeld mit Zypressen September 1889

## Provenienz
Vincent van Gogh sandte das Gemälde Wiese mit Blumen unter Gewitterhimmel am 15. Juli 1889 an seinen Bruder Theo in Paris. Nach dem Tod des Malers 1890 erbte zunächst der Bruder Theo das Bild, nach dessen Tod im Januar 1891 ging das Gemälde in den Besitz seiner Frau Johanna van Gogh-Bonger über. Sie verkaufte das Bild 1901 an den Sammler Willem J. Leuring, der es bis 1905 behielt. 1908 bot die Pariser Galerie Druet das Gemälde zum Verkauf an. Danach war es möglicherweise in der Sammlung von Amedée Schuffenecker in Meudon und im Angebot der Galerie E. Blot in Paris. Nachgewiesen ist das Bild in der Sammlung von Marczell von Nemes, der es vor 1912 erwarb und bis zum 21. November 1918 behielt, als es im Pariser Auktionshaus Hôtel Drouot den Besitzer wechselte. Danach befand sich das Gemälde Wiese mit Blumen unter Gewitterhimmel in Amsterdam – zunächst in der Sammlung P. Voûte und anschließend in der Galerie Johann N. H. Eisenloeffel. 1928 erwarb der kanadische Sammler Harry S. Southam das Werk und behielt es bis 1934. Es folgten verschiedene Kunsthändler als Besitzer:  W. Scott & Son in Montreal, Alex. Reid and Lefevre in London und die Bignou Gallery in New York, die das Bild von 1938 bis etwa 1944 in ihrem Bestand führte. 1948 übernahm die Galerie Moos in Genf das Gemälde und verkaufte es 1955 an den belgischen Sammler Louis Franck. Dieser hatte zusammen mit seiner Frau Evelyn eine bedeutende Kollektion von Werken moderner Kunst zusammengetragen, zu denen neben dem Werk von van Gogh auch Arbeiten von Paul Cézanne, James Ensor oder Pablo Picasso gehörten. Diese Kunstsammlung überführte das Sammlerpaar 1962 in die Privatstiftung Fondation Socindec in Vaduz in Liechtenstein. Die Sammlung von Louis und Evelyn Franck befand sich ab 1997 als Dauerleihgabe in der Fondation Gianadda im schweizerischen Martigny. Am 5. November 2015 kam das Gemälde in der New Yorker Filiale des Auktionshauses Sotheby’s zur Versteigerung und ging für 54 Millionen US-Dollar an einen unbekannten Sammler.